# Fra Carnevale

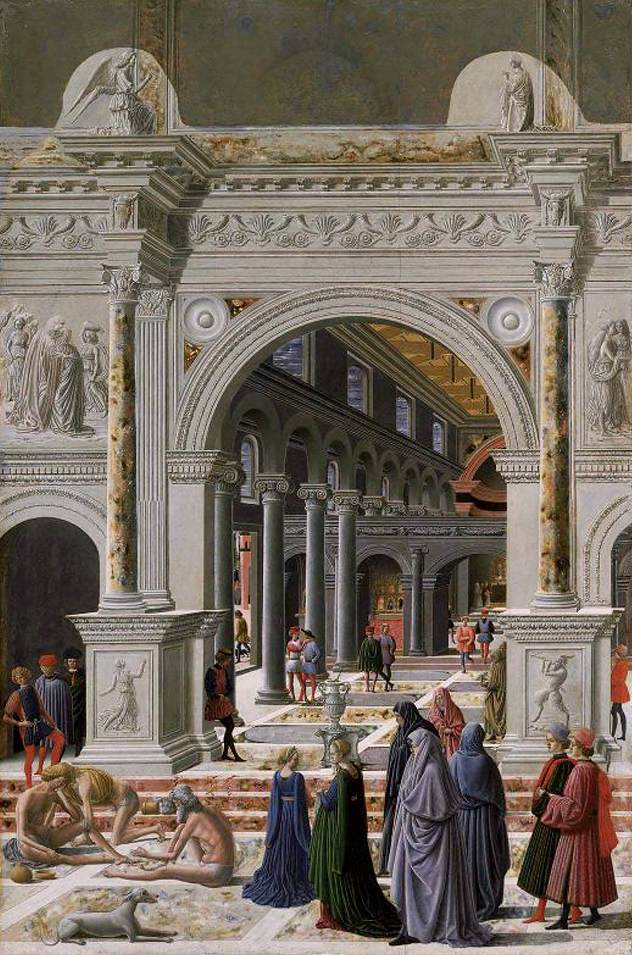
Presentazione della Vergine al Tempio, Museum of Fine Arts, Boston

Fra Carnevale, pseudonimo di Bartolomeo di Giovanni Corradini (Urbino, 1420/1425 circa – Urbino, 1484), è stato un pittore e religioso italiano.

## Biografia
La sintetica voce che la Enciclopedia Italiana (Treccani) dedicava nel 1931 a Fra Carnevale iniziava con la laconica affermazione:
«di lui si hanno soltanto notizie, non opere note». Dopo aver riferito le scarne notizie certe, la voce si affrettava a concludere che «gli sono state attribuite, ma senza fondamento, opere di Piero della Francesca e della sua scuola».
Evidente è il riferimento dell'autore della voce alle vicende attributive della Pala di Montefeltro entrata nel 1811 alla Pinacoteca di Brera come opera di Fra Carnevale e poi riconosciuta come uno dei capolavori di Piero della Francesca.
Nonostante i faticosi progressi compiuti dagli storici dell'arte per far luce su una figura di notevole rilievo nello sviluppo dell'arte rinascimentale presso la corte urbinate, tuttavia rimangono questioni ed enigmi.
Tra il 1445 ed il 1446, il pittore di Urbino è attestato a Firenze presso l'importante bottega di Fra Filippo Lippi, forse inviato dallo stesso Federico da Montefeltro per assorbire le novità del Rinascimento fiorentino. Sono questi non già gli anni del suo apprendistato (che si vuole avvenuto nella città natale sotto la guida di un buon pittore tardo gotico, quale il ferrarese Antonio Alberti), ma della sua vera maturazione artistica. Oltre agli insegnamenti di Filippo Lippi, egli dovette cogliere, nel crogiolo artistico fiorentino, anche le suggestioni prospettico-spaziali derivanti da Brunelleschi, Donatello e Leon Battista Alberti. Particolarmente rilevante dovette anche essere l'incontro con Domenico Veneziano, da cui mutuò l'attenzione naturalistica di stampo fiammingo verso i particolari, la predilezione per gli ampi scorci scenografici e per i colori chiari e tersi. A Firenze fece probabilmente da tramite per l'invio dei primi architetti rinascimentali a Urbino, fra cui Maso di Bartolomeo, già dal 1449.
Tornato ad Urbino, il suo percorso artistico dovette sovrapporsi a quello religioso, stante il fatto che nel 1449 egli risulta aver già preso i voti nell'Ordine dei Domenicani presso il convento di San Domenico ed assunto il nome di Fra Carnevale.
A lui fa cenno il Vasari nelle sue Vite quando, parlando di Bramante, afferma che il padre lo indirizzò all'arte della pittura «nella quale studiò egli molto le cose di fra' Bartolomeo, altrimenti fra' Carnovale da Urbino, che fece la tavola di Santa Maria della Bella in Urbino».
Se Fra Carnevale fu architetto, è probabile che ciò vada inteso non in senso pieno, ma solo come autore di disegni di edifici e di rilievi decorativi. In tal senso vanno intese le notizie che lo danno nel 1449 e nel 1451 impegnato nella costruzione del portale di San Domenico, e poi, nel 1455, coinvolto nella realizzazione del duomo.
Presso la corte colta e raffinata di Federico da Montefeltro, la vita di Fra Carnevale dovette sicuramente incrociarsi con quella di Piero della Francesca, per quanto non si abbiamo precise informazioni sul loro rapporto.
Nel 1466 ricevette la commessa per la realizzazione di una tavola destinata alla chiesa di Santa Maria della Bella, sempre ad Urbino.
Nella parte finale della sua vita l'impegno religioso prevalse verosimilmente su quello artistico. Morì nel 1486, lasciando disposizioni testamentarie a favore del suo convento e dell'insegnamento alla predicazione.

## Opere
I progressi compiuti dalla critica artistica hanno reso obsoleta l'affermazione sull'assenza di opere certe. Un'importante mostra dedicata a Fra Carnevale, aperta alla Pinacoteca di Brera nell'ottobre del 2004 e replicatasi al Metropolitan Museum of Art di New York, ha consentito di presentare un catalogo aggiornato (anche se ancora discusso) dei dipinti del pittore urbinate.
L'elenco seguente si limita alle opere attribuite o “restituite” con “certezza” (per quanto valido possa essere questo termine in un campo in cui è d'obbligo il ricorso al "paradigma indiziario") a Fra Carnevale dalla mostra di Brera.
- Annunciazione, Monaco di Baviera, Alte Pinakothek
- Annunciazione, Washington, National Gallery of Art, Samuel H. Kress Collection
- Polittico smembrato e disperso:
  - San Pietro, Milano, Pinacoteca di Brera
  - San Francesco, Milano, Pinacoteca Ambrosiana
  - San Giovanni Battista, Loreto, Museo della Santa Casa
  - Crocifisso, Urbino, Galleria Nazionale delle Marche
- Nascita della Vergine, New York, Metropolitan Museum of Art (già nella Collezione Barberini)
- Presentazione della Vergine al Tempio, Boston, Museum of Fine Arts (già nella Collezione Barberini)

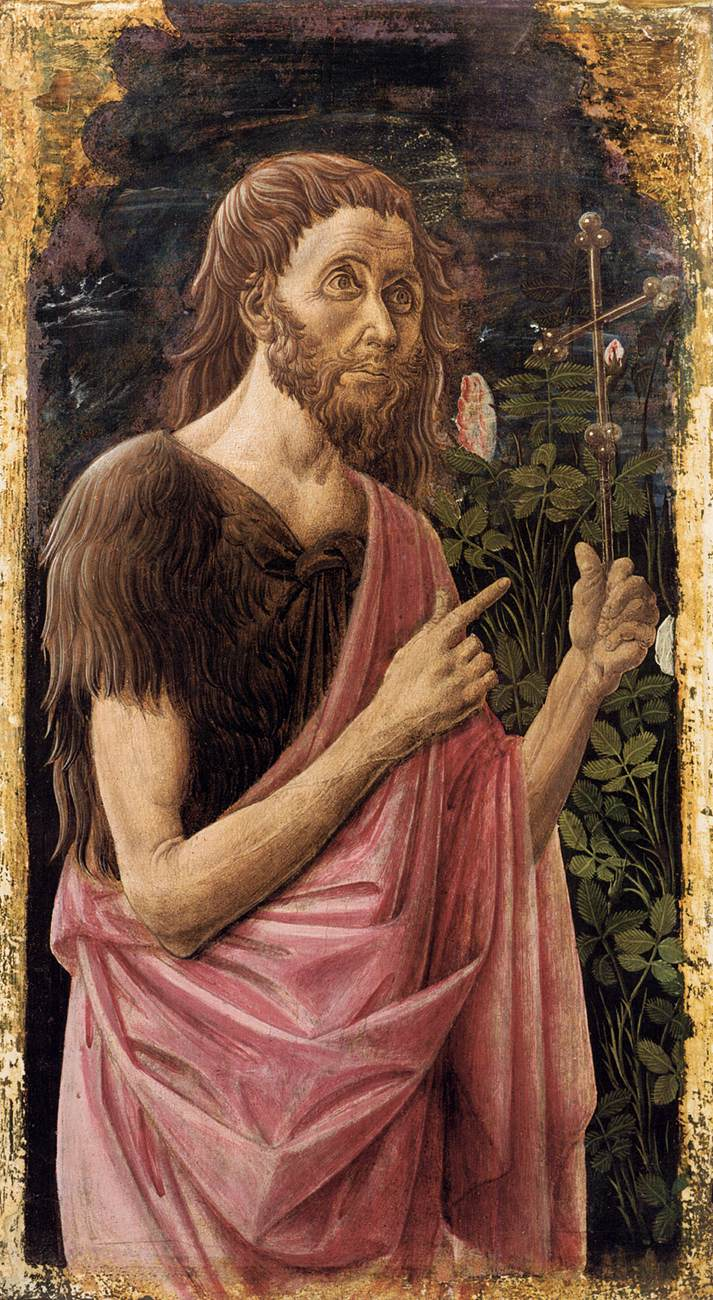
Saint Jean Baptiste, env.1450, musée apostolique de Lorette
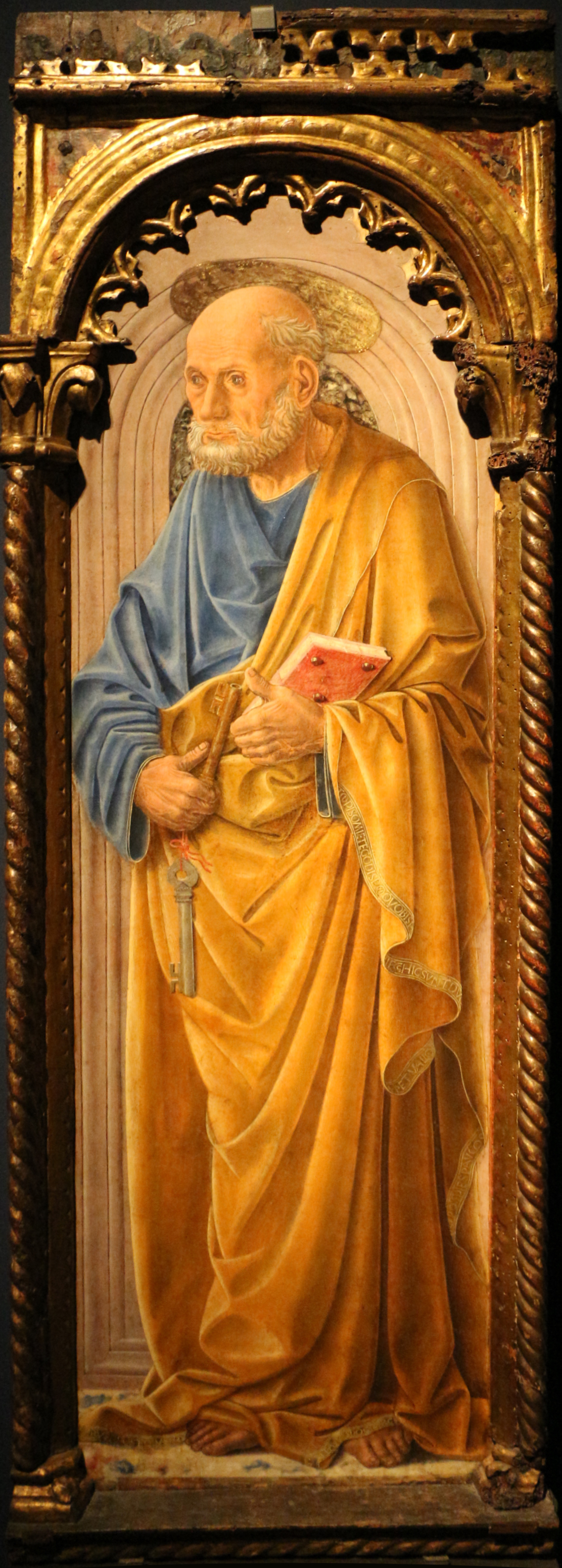
Saint Pierre, env.1455
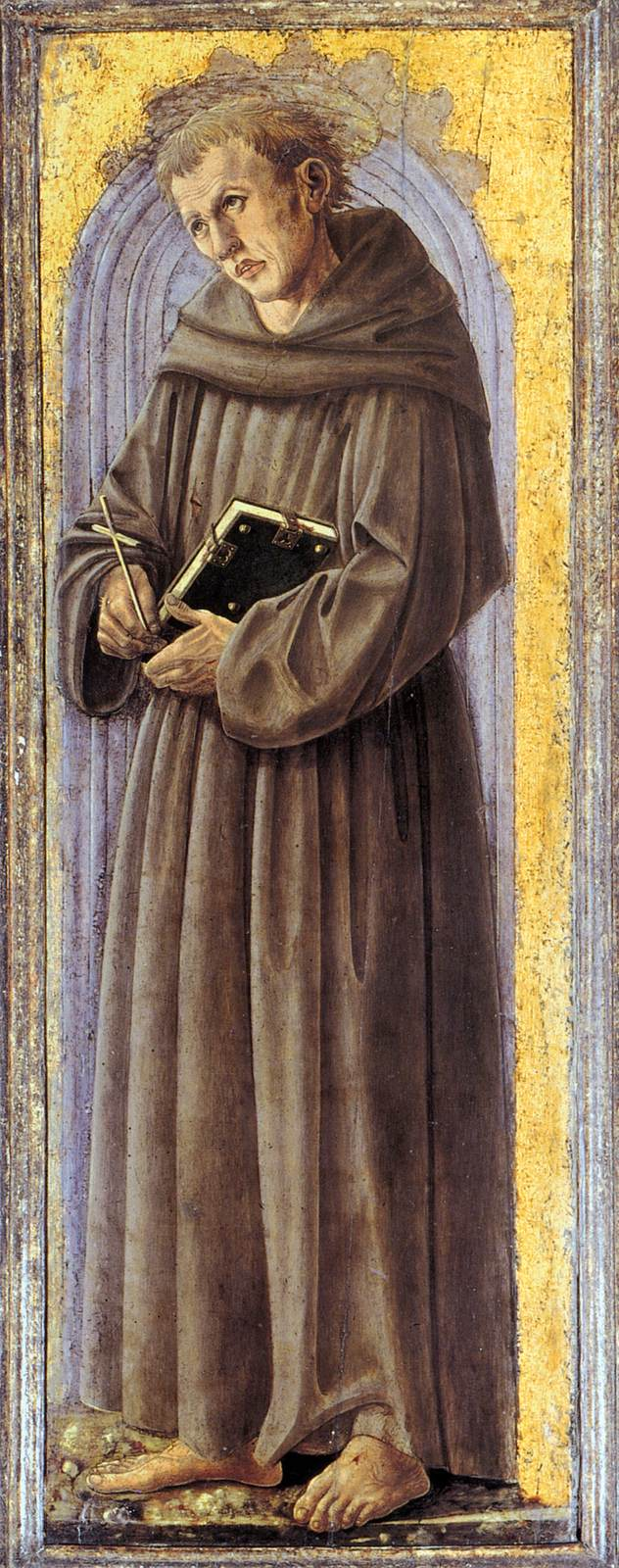
San Francesco, env.1450, pinacothèque ambrosienne de Milan
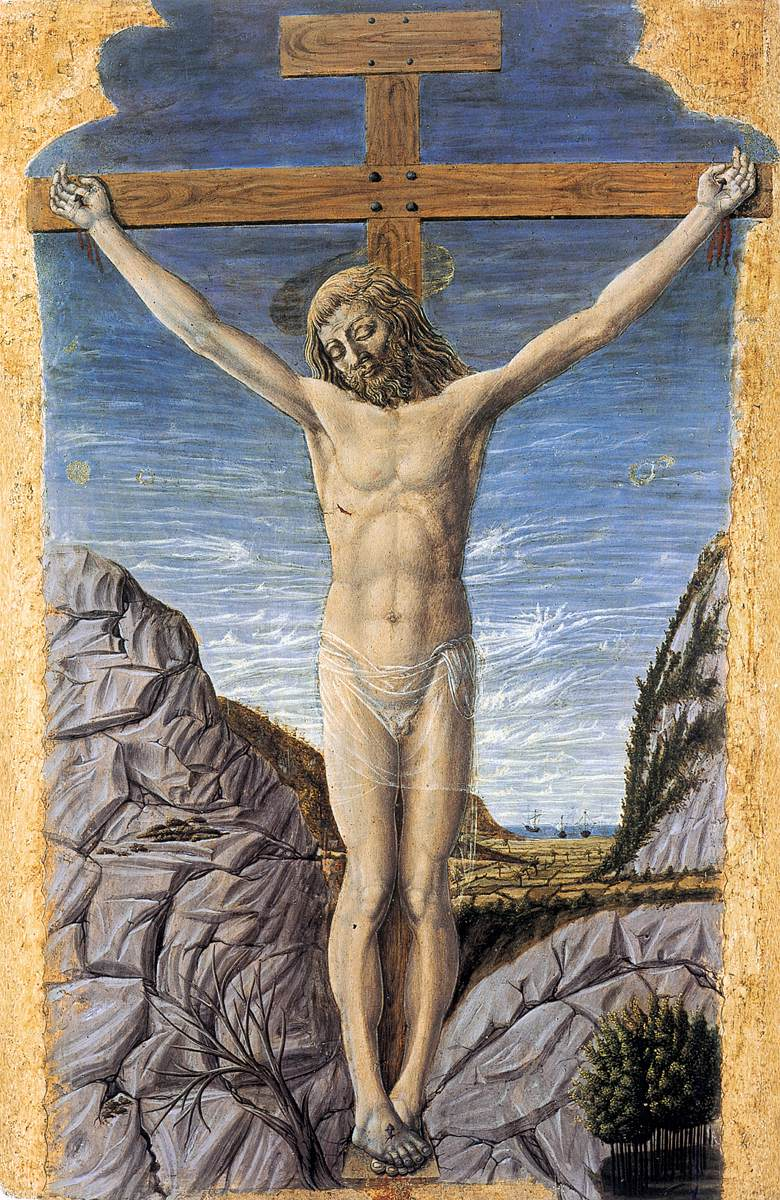
Crucifixion, env. 1450, Galerie nationale des Marches, Urbino

Le due opere note come Tavole Barberini lasciarono l'Italia nel 1935 alla volta degli Stati Uniti d'America. Esse furono precocemente identificate con la tavola, o meglio con il polittico, della chiesa di Santa Maria della Bella di cui parla il Vasari. Di diverso avviso – sia sulla identificazione, sia sull'autore - fu invece Federico Zeri che, nell'incertezza attributiva, preferiva – in un saggio del 1961 - riferirsi all'autore come al “Maestro delle Tavole Barberini” (appellativo che ancora compare nella edizione aggiornata al 2002 dell'enciclopedia Le Garzantine dedicata all'Arte). Si tratta di due tavole piene di fascino che – a dispetto della intitolazione a soggetti religiosi – ci mostrano una luminosa raffigurazione di ardite architetture rinascimentali con decorazioni all'antica (nelle quali è pienamente visibile la lezione di Leon Battista Alberti), popolate da una molteplicità di personaggi di eleganza cortigiana  che molto concedono al gusto fiammingo dei particolari e alle reminiscenze della prima formazione tardo gotica dell'artista.
Nel catalogo dei dipinti certi di Fra Carnevale si è più volte fatto il nome della celebre Città Ideale conservata a Urbino nella Galleria Nazionale delle Marche. Il pannello, un omaggio all'architettura e all'arte della prospettiva che è stato assunto a manifesto dei valori della armonia e della bellezza propri della città ideale dell'Umanesimo, era ancora recentemente ritenuto di Piero della Francesca o di Leon Battista Alberti, ma oggi pare doversi “restituire” a Fra Carnevale, sia pur in forma dubitativa rispetto ad una seconda ipotesi in favore di Luciano Laurana, l'architetto incaricato della realizzazione della parte alta del Palazzo ducale di Urbino.